# Neville Laski
Neville Jonas Laski (* 18. Dezember 1890 in Manchester; † 24. März 1969) war ein britischer Rechtsanwalt.

## Leben und Tätigkeit
Laski war ein Sohn des Kaufmanns Nathan Laski (1863–1941) und seiner Ehefrau Sarah Frankenstein. Sein jüngerer Bruder war der Politologe und zeitweise Vorsitzende der Labour Party Harold Laski.
Nach dem Besuch der Manchester Grammar School studierte Laski Rechtswissenschaft am Clifton College und am Corpus Christi College der Universität Oxford, das er mit einem Master-Abschluss verließ.
Am Ersten Weltkrieg nahm Laski mit dem 6. Lancashire Füsilier-Regiment teil, mit dem er in Gallipoli, Sinai und Frankreich zum Einsatz kam. Er wurde im Rang eines Captain aus dem Militär entlassen.
In den 1920er, 1930er und 1940er Jahren war Laski ein prominenter Rechtsanwalt. Als Jurist nahm er zahlreiche öffentliche Ämter wahr, so war er von 1935 bis 1956 Recorder of Burnley und von 1950 bis 1956 Mitglied des General Council of the Bar, der Ständevertretung der Juristen in Großbritannien. Hinzu kamen Ehrenämter, die er als Jude innerhalb der jüdischen Gemeinde von Großbritannien wahrnahm: Insbesondere fungierte er von 1933 bis 1940 als Vorsitzender des Board of Deputies of British Jews (der Vertretung der britischen Juden). Daneben war er zeitweise Vorsitzender (chairman) der Leitung des Manchester Victoria Memorial Jewish Hospital, des jüdischen Krankenhauses seiner Heimatstadt. Von 1961 bis 1967 amtierte er außerdem als Alterspräsident der Kongregation der Spanischen und Portugiesischen Juden (Spanish and Portuguese Jews Congregation).
Als einer der bekanntesten Juden im öffentlichen Leben Großbritanniens wurde Laski von den nationalsozialistischen Polizeiorganen als eine wichtige Zielperson eingestuft: Im Frühjahr 1940 setzte das Reichssicherheitshauptamt in Berlin ihn daher auf die Sonderfahndungsliste G.B., ein Verzeichnis von Personen, die im Falle einer erfolgreichen Invasion und Besetzung der britischen Inseln durch die Wehrmacht von den Besatzungstruppen nachfolgenden Sonderkommandos der SS mit besonderer Priorität ausfindig gemacht und verhaftet werden sollten.
In der Nachkriegszeit war Laski Appellationsrichter (Judge of Appeal) auf Isle of Man sowie Richter in Liverpool (1956–1963).

## Ehe und Familie
Laski war verheiratet mit Phina Emily, mit der er vier Kinder hatte, darunter die Autorin und Fernsehmoderatorin Marghanita Laski.

## Schriften
- The Jews of Greater Germany: An Address at a Special Meeting of the Board of Deputies of British Jews held on Sunday, July 17th, 1938, London 1938.
- Jewish Rights and Jewish Wrongs, 1939.
- Statement by Neville Laski on Retirement from the Presidency of the Jewish Board of Deupties, 1933–1939, 1939.
- The Laws and Charities of the Spanish and Portugese Jews, 1952.
- Palestine, Zionism, Israel: Books from the Libraries of Judge Neville Laski, the Late Israel Cohen and Others, 1963.